# Qualificazioni alla Coppa delle nazioni africane 2017 - Gruppo B

## Classifica
| Pos. | Squadra            | Pt | G | V | N | P | GF | GS | DR  |
| ---- | ------------------ | -- | - | - | - | - | -- | -- | --- |
| 1.   | RD del Congo       | 15 | 6 | 5 | 0 | 1 | 16 | 6  | +10 |
| 2.   | Rep. Centrafricana | 10 | 6 | 3 | 1 | 2 | 9  | 11 | -2  |
| 3.   | Angola             | 4  | 6 | 1 | 2 | 3 | 7  | 8  | -2  |
| 4.   | Madagascar         | 2  | 6 | 0 | 3 | 3 | 5  | 12 | -7  |

## Risultati
| Arbitro: | Duncan Lengani |

|                                                      |           |  |
| Gelson 35’, 63’ Menga 57’ (rig.) Gilberto 90’ (rig.) | Marcatori |  |

| Arbitro: | Beranger Woungui |

|                        |           |             |
| Mubele 58’ Kimwaki 72’ | Marcatori | 76’ Vombola |

| Antananarivo 6 settembre 2015, ore 14:30 UTC+3 | Madagascar   | 0 – 0 referto | Angola | Mahamasina Municipal Stadium\| Arbitro: \| José Rachide \| |
| Arbitro:                                       | José Rachide |               |        |                                                            |

| Arbitro: | Antoine Effa |

|                                |           |  |
| Mabidé 20’ (rig.) Gourrier 25’ | Marcatori |  |

| Arbitro: | Mbongseni Fakudze |

|                     |           |            |
| Andriamatsinoro 80’ | Marcatori | 86’ Limane |

| Arbitro: | Joseph Lamptey |

|                                |           |                    |
| Bakambu 23’ (rig.) Meschak 79’ | Marcatori | 90+5’ (rig.) Fredy |

| Arbitro: | Ferdinand Udoh |

|                      |           |                 |
| Keïta 53’ Limane 65’ | Marcatori | 35’ Andriatsima |

| Arbitro: | Mohamed El Fadil |

|  |           |                           |
|  | Marcatori | 45’ Kimwaki 90+1’ Bolingi |

| Arbitro: | Davies Omweno |

|                         |           |                                                          |
| Rakotonomenjanahary 87’ | Marcatori | 2’, 82’ Bakambu 21’, 65’ M'Poku 42’ Bolasie 90+2’ Botaka |

| Arbitro: | Yakhouba Keita |

|                                 |           |          |
| Mabidé 15’ Yamissi 39’ Boki 80’ | Marcatori | 85’ Paná |

| Arbitro: | Gassama |

|                                              |           |                |
| Kebano 36’ Mubele 56’ Bolingi 76’ Botaka 89’ | Marcatori | 65’ Kéthévoama |

| Arbitro: | Janny Sikazwe |

|            |           |                      |
| Gelson 55’ | Marcatori | 17’ Razakanantenaina |